# Wilhelm Löer
Wilhelm Ferdinand Löer (* 21. März 1915 in Werl; † 6. Juni 1986 in Bonn) war ein deutscher Bürgermeister, Diplomat, Missionar und Japanologe.

## Leben
Als Jesuitenmissionar war Wilhelm Löer von 1938 bis 1941 in Japan tätig. Während des Studiums der Philosophie trat er aus dem Jesuitenorden aus. 1947 wurde er an der Universität Bonn mit einer Arbeit zum Thema Das Problem der japanischen Schrift: Grundlagen zu einer neuen Darstellung der japanischen Sprache und Schrift für praktische Zwecke promoviert.
Von 1949 bis 1952 war Wilhelm Löer Bürgermeister seiner nordrhein-westfälischen Geburtsstadt Werl, als Nachfolger von Theodor Nottebaum, der zurückgetreten war. Er gehörte wie sein Vorgänger der Zentrumspartei an.

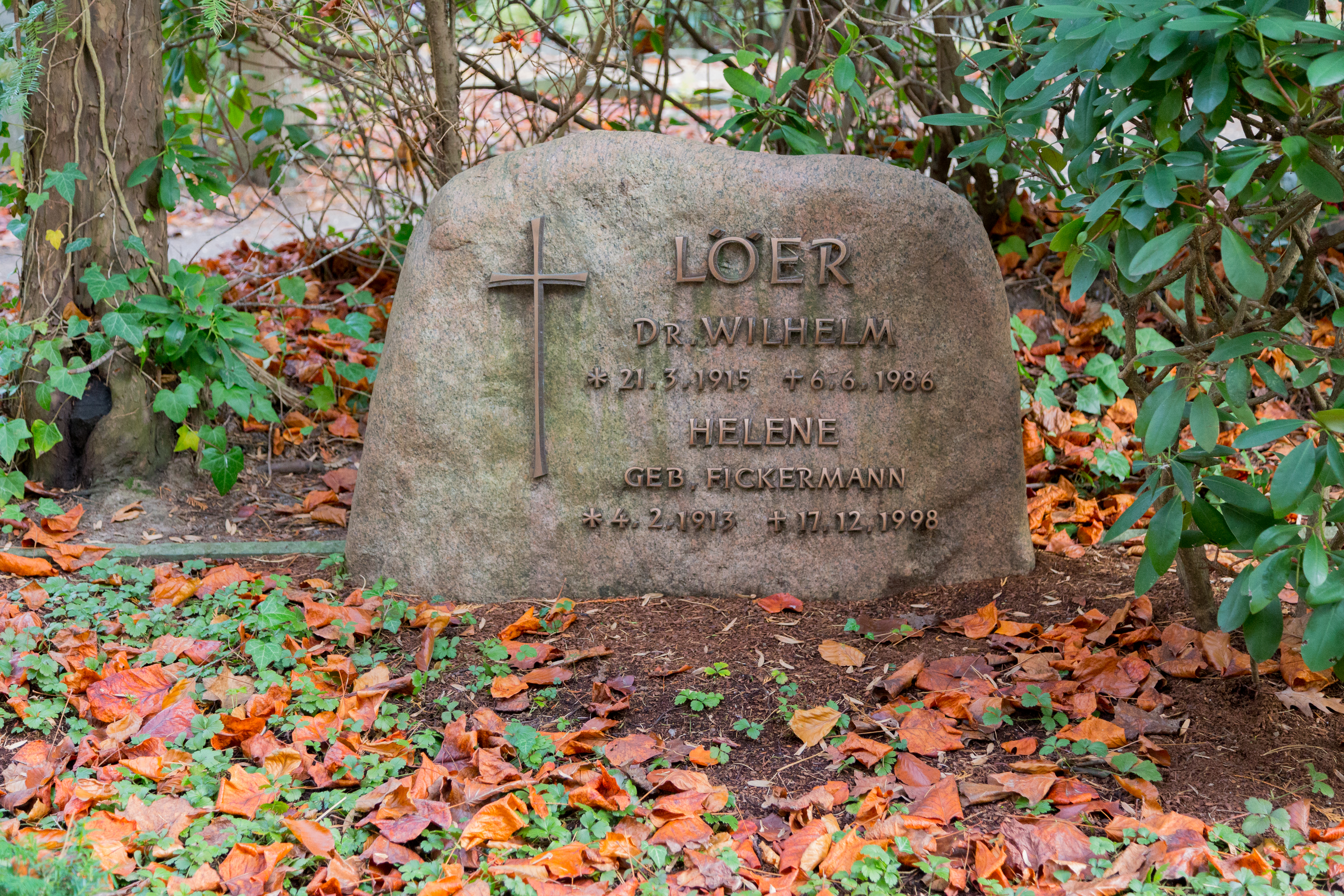
Grab von Wilhelm und Helene Löer auf dem Werler Parkfriedhof

Wilhelm Löer heiratete Helene Löer, geb. Fickermann, die ebenfalls aus Werl gebürtige Witwe seines älteren Bruders Dr. phil. Klemens Löer, eines Lehrbeauftragten am Institut für mathematische Statistik und Wirtschaftsmathematik der Universität Göttingen, der als Soldat der Wehrmacht am 27. April 1940 in Norwegen gefallen war.
Nach seinem Eintritt ins Auswärtige Amt wurde Wilhelm Löer 1953 als Kulturattaché nach Tokio entsandt, wo er bis 1960 blieb. Aus Anlass seines Abschieds veranstaltete die Deutsche Botschaft eine Podiumsdiskussion zum Thema "Deutsch-japanischer Kulturaustausch", an der zwei an japanischen Universitäten in Tokio tätige deutsche Lektoren und zwei japanische Kritiker teilnahmen.
Am 21. Juni 1963 wurde Löer, damals Legationsrat Erster Klasse, vom Bundeskanzleramt zum deutschen Botschafter in Kathmandu, Nepal vorgeschlagen. Das Bundeskabinett stimmte diesem Vorschlag am 27. Juni 1963 zu. Diplomatische Beziehungen zwischen der Bundesrepublik Deutschland und Nepal gab es seit 1958. Nachdem diese bis 1963 als Zweitakkreditierung durch die deutsche Botschaft in Neu-Delhi wahrgenommen wurden, durch die Botschafter Wilhelm Melchers und danach Georg Ferdinand Duckwitz, war Löer der erste deutsche Botschafter in Nepal in Erstakkreditierung. Er war maßgeblich beteiligt an der Gründung des Nepal Research Centre, eines deutschen Forschungsinstituts in Kathmandu. Vom 11. bis 15. März 1967 stattete Bundespräsident Heinrich Lübke Nepal einen Staatsbesuch ab; noch Jahrzehnte später wurde der Besuch in der nepalesischen Presse als großer Erfolg beschrieben, der dem persönlichen Einsatz von Botschafter Löer zu verdanken sei. An der Hochzeitsfeier von Kronprinz Birendra und Prinzessin Aishwarya im Februar 1970 wirkte Löer als Doyen des Diplomatischen Korps mit. Beim rituellen Ritt des Bräutigams zum Haus der Braut führte der deutsche Botschafter die Prozession auf einem grauen Elefanten an; der Bräutigam folgte auf einem weißen Elefanten.
Im gleichen Jahr wechselte Löer als Botschafter nach Singapur, wo er die Nachfolge von Oswald von Richthofen antrat. Er stiftete dort zum Beispiel, als begeisterter Golfspieler, den Botschafter-Pokal, inzwischen eines der ältesten Golfturniere Singapurs.
1973 kehrte er als Generalkonsul in Osaka/Kōbe nach Japan zurück. In seine Amtszeit fiel 1974 der hundertste Jahrestag der Begründung des Deutschen Konsulats in Kōbe, der mit einer vom Generalkonsulat herausgegebenen zweisprachigen Festschrift begangen wurde. Es war nach den Gepflogenheiten des diplomatischen Dientes unüblich und ein Zeichen der Anerkennung seines Fachwissens, dass Löer sämtliche ausländischen Stationen seiner Laufbahn in Asien absolvierte. Seinen Ruhestand verbrachte er zunächst in Bad Honnef und dann in Bonn, wo er von 1979 bis zu seinem Tod Präsident der Deutsch-Japanischen Gesellschaft war. Löers Sohn Martin wurde 2016 zum Vorsitzenden der Deutsch-Japanischen Gesellschaft Berlin gewählt.
Seine letzte Ruhe fand Wilhelm Löer auf dem Parkfriedhof Werl.